# 菱町 (稲沢市)
菱町（ひしまち）は、愛知県稲沢市にある地名。住居表示未実施。

## 地理
稲沢市東部に位置する。西は小池正明寺町・長束町、北は駅前3丁目に接する。

## 歴史

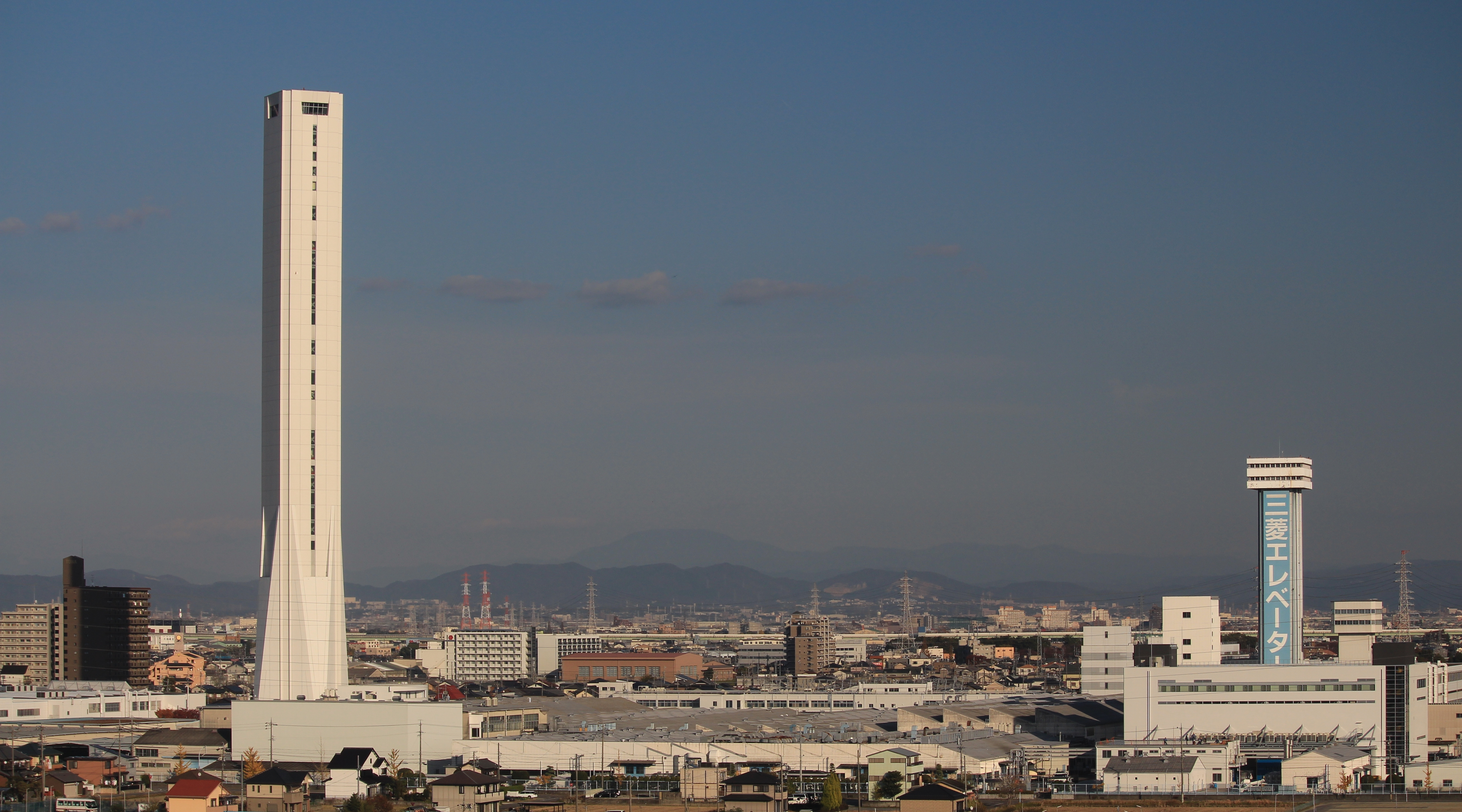
三菱電機稲沢製作所（2014年11月）

### 地名の由来
1963年（昭和38年）に当町域に開設された、三菱電機稲沢製作所に由来する。

### 沿革
- 1969年（昭和44年） - 稲沢市下津町・井之口町・小池正明寺町の各一部により、同市菱町として成立[1]。
- 1980年（昭和55年） - 稲沢市井之口町・長束町の各一部を編入する[1]。

## 世帯数と人口
2019年（令和元年）5月1日現在の世帯数と人口は以下の通りである。
| 町丁 | 世帯数 | 人口 |
| ---- | ------ | ---- |
| 菱町 | 30世帯 | 95人 |

### 人口の変遷
国勢調査による人口の推移
| 1995年（平成7年）  | 200人 | [ 8 ]  |  |
| 2000年（平成12年） | 199人 | [ 9 ]  |  |
| 2005年（平成17年） | 207人 | [ 10 ] |  |
| 2010年（平成22年） | 232人 | [ 11 ] |  |
| 2015年（平成27年） | 202人 | [ 12 ] |  |

## 小・中学校の学区
市立小・中学校に通う場合、学区は以下の通りとなる。また、公立高等学校に通う場合の学区は以下の通りとなる。
| 番・番地等 | 小学校               | 中学校               | 高等学校 |
| ---------- | -------------------- | -------------------- | -------- |
| 1番地      | 稲沢市立大里東小学校 | 稲沢市立大里東中学校 | 尾張学区 |
| その他     | 稲沢市立小正小学校   | 稲沢市立稲沢中学校   | 尾張学区 |

## 施設
- 三菱電機稲沢製作所北緯35度14分40.1秒 東経136度49分5.1秒 / 北緯35.244472度 東経136.818083度
  - SOLAÉ（稲沢製作所内エレベーター実験棟）

## その他

### 日本郵便
- 郵便番号 : 492-8161[4]（集配局：稲沢郵便局[15]）。